# Atractus
Atractus är ett släkte av ormar som ingår i familjen snokar. Släktet tillhör underfamiljen Dipsadinae som ibland listas som familj.
Arterna är med en längd mindre än 75 cm små ormar. De förekommer i Central- och Sydamerika. Släktets medlemmar lever främst i regnskogar och de gömmer sig ofta i lövskiktet. Honor lägger ägg. Allmänt har arterna en mörk kroppsfärg. Några släktmedlemmar har ljusa och mörka ringar. Flera arter har mycket begränsade utbredningsområden.

## Arter
- Atractus albuquerquei
- Atractus alphonsehogei
- Atractus andinus
- Atractus arangoi
- Atractus attenuates
- Atractus badius
- Atractus balzani
- Atractus biseriatus
- Atractus bocki
- Atractus bocourti
- Atractus boettgeri
- Atractus boulengerii
- Atractus canedii
- Atractus carrioni
- Atractus caxiuana
- Atractus clarki
- Atractus collaris
- Atractus crassicaudatus
- Atractus darienensis
- Atractus depressiocellus
- Atractus duidensis
- Atractus dunni
- Atractus ecuadorensis
- Atractus edioi
- Atractus elaps
- Atractus emigdioi
- Atractus emmeli
- Atractus erythromelas
- Atractus favae
- Atractus flammigerus
- Atractus fuliginosus
- Atractus gaigeae
- Atractus gigas
- Atractus guentheri
- Atractus hostilitractus
- Atractus imperfectus
- Atractus indistinctus
- Atractus insipidus
- Atractus iridescens
- Atractus kangueryensis
- Atractus lancinii
- Atractus lasallei
- Atractus latifrons
- Atractus lehmanni
- Atractus limitaneus
- Atractus loveridgei
- Atractus maculatus
- Atractus major
- Atractus manizalesensis
- Atractus mariselae
- Atractus matthewi
- Atractus melanogaster
- Atractus melas
- Atractus meridensis
- Atractus micheleae
- Atractus microrhynchus
- Atractus mijaresi
- Atractus modestus
- Atractus multicinctus
- Atractus natans
- Atractus nebularis
- Atractus nicefori
- Atractus nigricaudus
- Atractus nigriventris
- Atractus obesus
- Atractus obtusirostris
- Atractus occidentalis
- Atractus occipitoalbus
- Atractus ochrosetrus
- Atractus oculotemporalis
- Atractus pamplonensis
- Atractus pantostictus
- Atractus paraguayensis
- Atractus paravertebralis
- Atractus paucidens
- Atractus pauciscutatus
- Atractus peruvianus
- Atractus poeppigi
- Atractus potschi
- Atractus punctiventris
- Atractus resplendens
- Atractus reticulatus
- Atractus riveroi
- Atractus roulei
- Atractus sanctaemartae
- Atractus sanguineus
- Atractus schach
- Atractus serranus
- Atractus snethlageae
- Atractus steyermarki
- Atractus taeniatus
- Atractus tamaensis
- Atractus tamessari
- Atractus taphorni
- Atractus thalesdelemai
- Atractus torquatus
- Atractus trihedrurus
- Atractus trilineatus
- Atractus trivittatus
- Atractus turikensis
- Atractus univittatus
- Atractus wagleri
- Atractus variegatus
- Atractus ventrimaculatus
- Atractus werneri
- Atractus vertebralis
- Atractus vertebrolineatus
- Atractus vittatus
- Atractus zidoki